# Latkóczy Mihály
Latkóci Latkóczy Mihály (Nyitra, 1857. március 24. – Budapest, 1906. augusztus 19.) középiskolai tanár.

## Élete
Latkóczy Móricz Zsigmond ügyvéd 1848–49-es honvédtiszt és Gusztinyi Kornélia fia. Középiskoláit a nyitrai piaristák gimnáziumában végezte, ahol az önképzőkör főjegyzője, majd alelnöke volt. Budapesten az egyetemen összehasonlító nyelvészeti, klasszikai és modern filológiai előadásokat hallgatott; egyúttal tagja lett a tanárképző intézetnek és a filológiai társulatban tartott előadásokat. 1878-ban Bährens Emil részére átnézte a Magyar Nemzeti Múzeum latin kéziratait. 1879-ben megszerezte a középiskolai tanári képesítést és abban az évben Fehértemplomba került, ahol egy beteg tanárt helyettesített. Amikor az állásra mást neveztek ki, visszatért Budapestre, ahol 1880-tól 1883-ig kizárólag irodalommal foglalkozott és elsősorban a Somogyi-Rautmann-féle Magyar Lexikonnak egyik főmunkatársa volt. Időközben nőül vette Stölczer Margitot, aki Margit néven szintén foglalkozott az irodalommal; de csakhamar oly súlyos tüdőbaja lett, hogy Latkóczy az ő kedvéért a fővárosnak búcsút mondott, és Sopronban vállalt állást a Lähne-féle tanintézetben. Nejének 1884-ben történt halála után még egy évig előbbi állásában maradt, de azután átment a soproni állami főreáliskolához, ahol egy évet töltött. Tanári foglalkozása mellett sokat írt, a közeli Bécsben pedig ismeretséget kötött Miklosich híres szláv nyelvtudóssal, akinek vezetése alatt a szláv nyelveket tanulmányozta. Azonkívül titkára volt a soproni irodalmi és művészeti körnek, amely Sopron magyarosítását tűzte ki céljául. 1884-ben ő gondoskodott Bécsújhelyen Zrínyi Péter és Frangepán Ferenc Kristóf hamvainak szerény, de tisztességes eltemetéséről (azóta Zágrábban vannak). 1886 őszén Eperjesre helyezték át a királyi katolikus főgimnáziumhoz. Itteni működése alatt megszerezte a német nyelvből az oklevelet, valamint a magyarságot és a népnevelést Sáros megyében terjesztő egyesület jegyzője és az eperjesi Széchenyi-kör titkára volt. 1893-ban részt vett a filológusok bécsi vándorgyűlésén és ott előadást is tartott a Pervigilium Veneris szerzőjéről (kivonata megjelent a kongresszus alkalmával kiadott Festblattban); ugyanazon évben a közoktatási kormány költségén részt vett a középiskolai tanárok tanulmányútján. Társaival együtt beutazta Görögországot és Törökországot, külön még Bulgáriát és Szerbiát, 1895-ben saját kérelmére a losonci állami főgimnáziumhoz helyezték át, ahol mellékesen művészettörténeti előadásokat tartott az ifjúság számára; 1884-től 1898-ig a Pallas nagy lexikonának klasszika-filológia szak szerkesztője volt. 1899-ben a Budapesti Philologiai Társulatban bemutatta az általa Eperjesen felfedezett Szinyei-Merse-kódexet, és Nógrád megye őt bízta meg történetének megírásával.
1905-1906-ban haláláig az III. kerületi állami főgimnázium  magyar és latin szakos tanára volt. Betegsége miatt csak fél évig tanított.

## Újságcikkei
Cikkei (számos kritikán és könyvismertetésen kívül) a következő lapokban, folyóiratokban és évkönyvekben jelentek meg: Magyarország és a Nagyvilág (1876. Aristophanes Madarak cz. vígjátékából ford., 1879-80. Budapest legrégibb szinháza, látogatás az ó-budai amphitetrumban, 1882-1883. Emlékezés Kertbeny Károlyra, Történetek Verescsagin képeihez, 1883-84. Magyar emlékek Bécsujhelyen, Még egyszer Zrinyi és Frangepán, Kolbenheyer Mór költő hagyatéka), Egyetemes Philologiai Közlöny (1876. Tibullus a magas éjszakon. A legujabb Tibullus-irodalomról, 1881. Orpheus Lithikájának magyar fordítása, A hetvenedik születésnap, Voss idyllje, 1882. Ovidius, Sappho Phaonhoz, Hero Leanderhez, Leander Herohoz, ford. 1883. Ovidius. Medea Jasonhoz, 1885. Ovidius, Dido Aeneasnak ésszámos könyvismertetés), Magyar Bazár (1878-79. Egy római nő költő), Ellenőr (1878-tól munkatársa). Budapesti Bazár (1879. ered. költemények. 1885. Alkmanból, Az alkyoni tenger, 1892. Három szerelem, adalék gr. Széchenyi István jellemrajzához), Független Hirlap (munkatársa, 1880. 156. sz. Orosz sajtóviszonyok, 191. A czimbalom költészete, 1881. Daschkov grófnő, Házibarátok az ó-korban), Fővárosi Lapok (1880-81. Labbé Loyse), Pesti Hirlap (1881-től tárczák, 1882. 314. sz. Tegner Ezsajás, 1883. 306. Arany Jánosnál, 1884. 244. Jó helyre tették-e Szent-Lőrinczen a Petőfi táblát?, 261. Emlékezés Tóth K.-ra, 306. Horváth Cyrill, Frankenburg A. és a soproniak, Toldy szerelmének fordítójánál, Zrinyi és Frangepán hamvainál, Jókai és Holbert, 1885. 205. Vörösmarty ifjúságából, 231. A napisten oltáránál, Oroszlánok között, Séta Liliputban, Királyidyllek, Jászai Mari mint publikum, Az új osztrák miniszterről, A Petőfi-társaság új születése ünnepén, 1886. A vészmadár, 29. Emlékezés Kovács Pálra, 1893. Három óra Korfu szigetén, A hol két tenger kezet fog egymással, Türr Istvánnál), Délmagyarországi Lapok (1880-83), Vasárnapi Lapok (1880-1881.), Pesti Napló (1880. 106. sz. Dömötör János paraszt versíróról), Arad és Vidéke (1880-82. rajz és tárcza.) Pápai Lapok (1880-84.) Sopron (1882. Ovidius tornya 1884-85. Szini csevegések, tárczaczikk-sorozat), Regénytár (1882-83. költ., műfordítások), Regényvilág (1882-83. költ. műford.), Havi Szemle (1883. Perdikkas baja, költői beszély, latinból), Ország-Világ (1883. ered. költ., Egy magyar főúr Amerikáról. 1884-85. Turgenyev, A puszták Lear királya sat.), Nyitramegyei Közlöny (1884-1885. 23. sz. Gyulai Pál, 1888. Tompa Mihály életrajzából), Oedenburger Zeitung (1884-85.), Koszorú (1884. Lydéhez, költ. Horatiusból, A tárczaírás gyermekkorából: Jules Janin, Poe Edgar lakóháza Fordhamban, A tárczaírás középkorából: Nestor Roqueplan és Karr Alphons, Három művészetről: Ral, Klenze, Janssen, 1884. A hegedűkirály Joachim multjából, 1885. Szegény Lamartine, Casa dell'Ongaro és a Petőfi mythos), Haza és Külföld (1885-86. Grillparzer naplójából, Grillparzer nyilatkozata Magyarországról), Komárom és Vidéke (1885.), Képes Családi Lapok (1886. Ovidius, A pásztoróra), Sárosmegyei Közlöny (1886-87. Magyar tárczaírókról: Acsády, Beksics, Hoitsy sat. czikksorozat, 1888. Gróf Széchenyi István és a kereskedők, Hogy nősültek száz év előtt Sárosmegyében, Az afrikai utazó Holubról, Magyar csevegők, Jókai Mórnál, Szakáll Antal recitator, Kerényi Frigyes szüleiről, A magyarosodás gyermekkorából, Reviczky Gyula, Csengery Gusztáv, Berzeviczy Tivadar, Dr. Kovács Pál, Hunfalvy János és Paur István, 1890. Zemplényi Tivadarról, A nemzeti genius, czikksorozata, Az «Erdei lak» kritikája ügyében, 1891. Tompa, Kerényi és Irányi István baráti levelezése, czikksorozat, A Szinyei-Mersék története dióhéjban, 1892. Baross Gábor, Másfélszázados magyar szatira, A vasminiszter mint fiú, 1893. Kihamvadt oltárokról, czikksorozat Olympiáról, 1894. Csengeri Jánosnál), Paedagogiai Pluarch (II. 1888. Berzeviczy Tivadar), Kassai Jogi Közlöny (1891. A családi bíróság eszméje Sárosvármegyében), Zala (1891. Hemans Felicia költ., ford.), Kassai Szemle (1893. A Földalatti Konstantinápoly, 1894. A bolgár fejedelem-asszonyról). M. Paedagogia (Az 1893. bécsi philologiai vándorgyűlés története), Pester Lloyd (1893. Bei Heinrich Schliemanns Wittwe, Gemälde Ausstellung in der Sobranje), Osmanische Post (Konstantinápoly, 1893 Ein Türkenviertel in Ungarn), M. Szemle (1894. Aegina, 1895. Az emberi szellem műhelye, A Gellérthegy mint emberi őstelep, Nézés és látás, Szinyei Merse Pál műterme Jernyén Sárosmegyében, Akadémia akademikusok nélkül, athéni emlék. Akadémiánk és a magyar műveltség, Pannoniai istenségeiről, Lóvásár Szófiában, A magyar pasáról, Aspázia utódairól, A bogaras emberekről, Huszonnyolcszáz év levéltára és őskeresztény emlékek: Rainer főherczeg papyrus-gyűjteményéről, A görög Père Lachaise, 1896. Fordítók és fordítások, Konstantinápoly, Példabeszédek a mikádó országából, Madách Imre házában, A magyar Gascogneból, Séták Liliputban, A magyar stilről, Gamin irodalom, 1897. Felolvasásunk ügye, Olcsó szinházjegyek, Irodalmi rablógazdaság, A Petőfi téren, A magyar zenéről, 1898. Zichy Mihály és a nők), Nemzeti Iskola (1894. Trefort Ágoston tanuló koráról, 1895. Az én leendő tanítványom és könyveim.), Országos Középiskolai Tanáregylet Közlönye (1894. Magyar tanárok tanulmányútja Görögországban), Egyetértés (1894. A fekete mecset és a Fejérváryak), Schlesische Zeitung (1894. Culinarisches aus Bulgarien), Kaschauer Zeitung (1894. Quer durch den Peloponnes, czikksorozat), Losonczi Hirlap (1895. Hubay Jenőről, Konstantinápolyi emlék, Mikszáth Kálmánnál, 1896. Murai Károlynál, Karczag Vilmosnál, Nagy Miklósnál, A magyar Lessing), Kath. Szemle (1895. költ.), Görög földön cz. emlékkönyv (1895. Trieszttől Athenig), Vasárnapi Ujság (1898. Atheneről, A mai görög nőkről, 1898. Arany János levelezése Szinyei-Merse Felixnével), Losoncz és Vidéke (1898. Ráday Pál síremlékének leírása és sírversének fordítása, Emlékbeszéd Erzsébet magyar királyasszony halála alkalmából, 1899. Tündérujjak, Alkalmi beszéd márcz. 15., Díszbeszéd a losonczi Petőfi tábla leleplezése alkalmára, Szépművészeti Gyűjteményt Losoncznak); munkatársa volt a Weckerle László Kis Lexikonának (Budapest, 1887., melybe leginkább irodalmi és történeti czikkeket írt), a Pallas Nagy Lexikonának (a philologiai szaknak egyik szerkesztője, a VIII-XVIII. k. 1894-1900. írta az ókori történelem és földrajz czikkeit, továbbá Irányi Dániel, Keczer cs., Kerényi, Görögország földrajza, Kis-Szeben története, Konstantinápoly, Költői verseny, Lähne Frigyes, Német nyelv, Niembsch von Strehlenau, Nibelung ének, Nógrád vármegye tört., Sárosvármegye tört., Szinyei-Merse cs., Thewrewk cs., Uj görög nelv és irodalom, Ujházy László, Uj latin költők, Wieland, Winckelmann sat. és az Ókori Lexikonba a görög és római mythologiai cikkeket.

## Munkái
- Albius Tibullus elegiái, fordítás, életrajzzal és kortörténeti bevezetéssel. Budapest, 1881 (M. Könyvesház 102-104. Ism. Koszorú VII.)
- Don Fernan Caballero, Előítélet és felvilágosodás, ford. Uo. 1881 (M. Könyvesház 99-100.)
- Simienski Lucian, A visszatért. Az elveszett kézirat, ford. Uo. 1881 (M. Könyvesház 101. Mind a kettőt Lászlófy M. álnévvel)
- Buckle H. Tamás Anglia művelődésének története, ford. Uo. 1882 története, ford. Uo. 1882-83 (V-X. köteteit, névtelenül)
- Turgenyeff Iván, Költemények prózában. Ford. Uo. 1883 (M. Könyvesház 118. 119.)
- Zaccone, A kilencz milliomos. Uo. 1883
- Cicero mint nevelő. Sopron, 1883 (németül is)
- Vörösmarty Mihály nézetei a pályaválasztásról. Uo. 1884
- Scribe Jenő, Humoros novellák, Carreau király, francziából ford. Esztergom, 1884 (Mulattató Zsebkönyvtár 26.)
- Helén. Angol regény, ford. Uo. 1885
- Báró Brudern József és a műegyetem első csirái Magyarországon. Uo. 1886
- Fergus, Lidérczfény, regény, ford. Bpest, 1890
- A renaissane egy elfeledett nőalakja (Elisabetha Joanna Westonia) Eperjes, 1891 (Különnyomat az eperjesi kir. kath. főgymnasium Értesítőjéből. Ism. Irod. Közlemények I. 489. I., Nemzet 21. sz.)
- Korona és koronázás, ünnepi emlék 1892. jún. 8-ra. Bpest és Eperjes, 1892
- Szövegkönyv Hauptmann Gusztáv mythologiai képeihez. Uo. 1893. 1895. Két sorozat. (Ism. Egy. Philol. Közlöny 1893. és 1895)
- A legifjabb európai fővárosról. (Szófiáról.) Uo. 1894 (Németül is a Kaschauer Zeitungban 1895)
- Magyar szentegyházak regéi. Bpest, 1898
- Cicero: Cato Maior az öregségről. Ford. Fábián Gábor. Javította ... Uo. 1898 (M. Könyvtár 65.)
- Euripides: Herakles – Hippolytos. Görög és latin remekírók (Csengery Jánossal), Budapest, 1909

Szerkesztette az eperjesi Széchenyi-kör Emlékkönyvét (Eperjes, 1893.) és kiadta Baján Mihálynak tárcáit: Redők az élet ábrázatáról, Losoncz, 1896. c., mely munkának jövedelméből a szerzőnek losonci sírjára márványemléket emeltetett.

## Álnevei és betűjegyei
Echo, Nihil, Mi-si-ke, (=), , -tk-. (Koszorú, Független Hirlap, Pesti Napló és Ország Világ c. lapokban.)